# جرب (سرده)
جرب (سرده) (نام علمی: Peliperdix) نام یک سرده از تیره قرقاولان است.

## گونه‌ها
- دراج لتهم،  Peliperdix lathami
- دراج کاکی،  Peliperdix coqui
- دراج گلوسفید،  Peliperdix albogularis
- دراج اشلگل،  Peliperdix schlegelii